# Mistrzostwa Świata w Piłce Nożnej 1986 (eliminacje)
W kwalifikacjach uczestniczyło 121 drużyn z całego świata. Reprezentacja Włoch (obrońca tytułu) oraz reprezentacja Meksyku awansowały bez eliminacji. 

## Strefy kontynentalne
Aby zobaczyć daty i wyniki poszczególnych spotkań rundy kwalifikacyjnej dla każdej strefy kontynentalnej, zobacz poszczególne artykuły:
- Europa (UEFA)

Grupa 1 -  Polska awansowała,  Belgia do barażu kontynentalnego.
Grupa 2 -  RFN i  Portugalia awansowały.
Grupa 3 -  Anglia i  Irlandia Północna awansowały.
Grupa 4 -  Francja i  Bułgaria awansowały.
Grupa 5 -  Węgry awansowały,  Holandia do barażu kontynentalnego.
Grupa 6 -  Dania i  ZSRR awansowały.
Grupa 7 -  Hiszpania awansowała,  Szkocja do barażu interkontynentalnego.
Baraż -  Belgia awansowała.
- Ameryka Południowa (CONMEBOL)

Grupa 1 -  Argentyna awansowała,  Peru i  Kolumbia do baraży kontynentalnych.
Grupa 2 -  Urugwaj awansował,  Chile do baraży kontynentalnych.
Grupa 3 -  Brazylia awansowała,  Paragwaj do baraży kontynentalnych.
Baraże -  Paragwaj awansował.
- Ameryka Północna i Centralna oraz Karaiby (CONCACAF)

 Kanada awansowała.
- Afryka (CAF)

 Algieria i  Maroko awansowały.
- Azja (AFC)

 Irak i  Korea Południowa awansowały.
- Oceania (OFC)

 Australia do barażu interkontynentalnego.

## Play-offy interkontynentalne

### UEFA / OFC
Szkocja −  Australia 2:0

 Australia −  Szkocja 0:0
W dwumeczu 2:0 dla Szkocji. Reprezentacja ta awansowała do finałów MŚ.